# Universidad Nacional de los Comechingones
La Universidad Nacional de los Comechingones  (UNLC) es una universidad pública argentina creada por ley 26.998 del 7 de noviembre de 2014. Su sede y campus se encuentran en la calle Héroes de Malvinas 1587 en la ciudad de Merlo, Provincia de San Luis.

## Historia
El 20 de agosto de 2009 el senador nacional y exgobernador de San Luis, Adolfo Rodríguez Saá presentó el proyecto de ley de creación de la "Universidad Nacional de la Villa de Merlo, San Luis”. El expediente llevó el número 2321/09 y la propuesta legislativa fue acompañada con las firmas de la senadora nacional Liliana Negre de Alonso (San Luis) y el senador nacional Roberto Basualdo (San Juan).

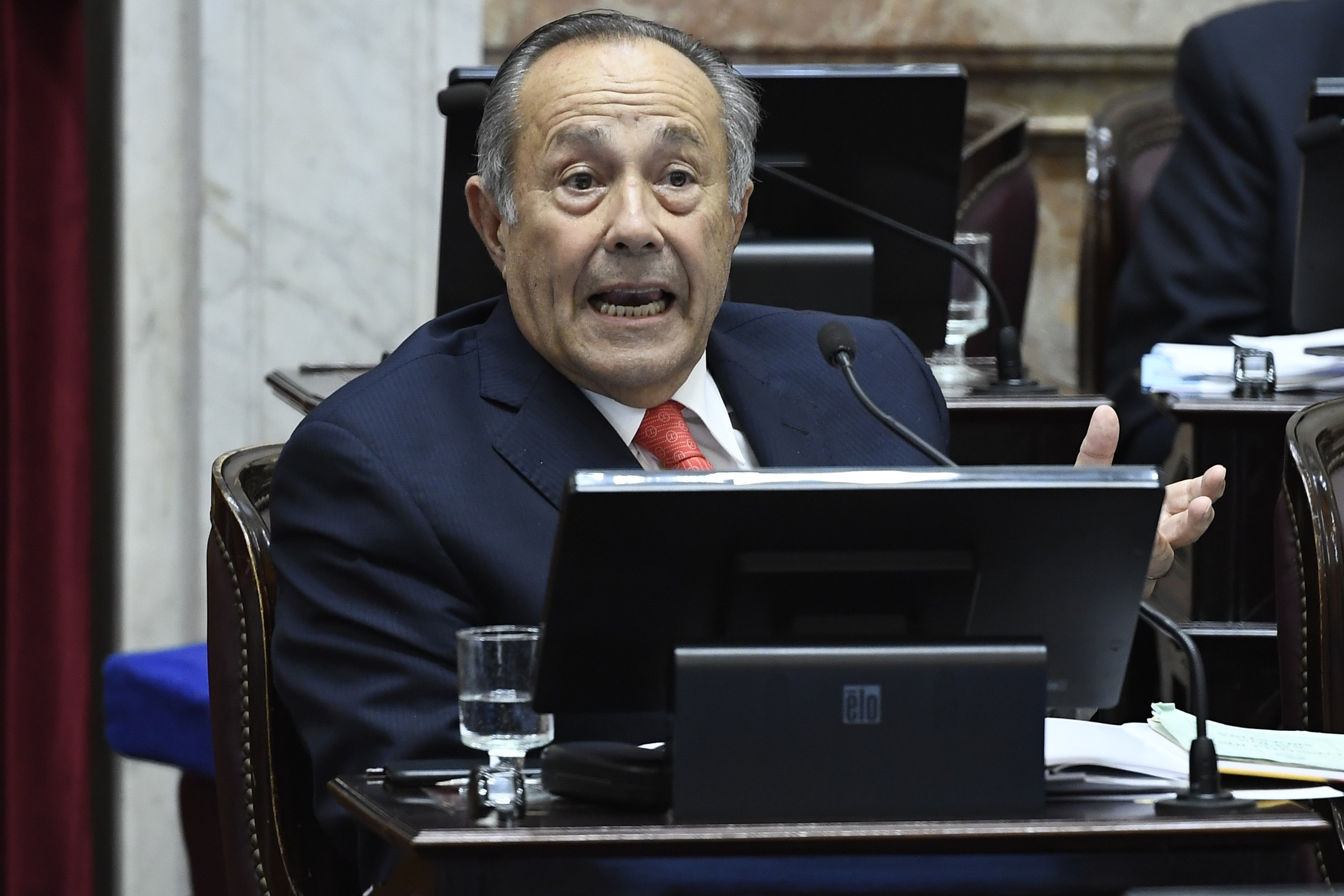
Adolfo Rodríguez Saá, autor del proyecto de ley de creación de la UNLC.

El proyecto tuvo su difusión pública en Villa de Merlo cuando el senador nacional, Adolfo Rodríguez Saá, convocó a los vecinos a un encuentro abierto para dar a conocer la propuesta. En ese encuentro se encomendó al exintendente, Julio Falco (1928-2014) que organice una entidad con la misión de apoyar la iniciativa legislativa, la Fundación Pro-Universidad Nacional de Villa de Merlo. El 26 de agosto el Concejo Deliberante de Villa de Merlo aprobó una resolución para apoyar la creación de la Universidad. Para el 20 de octubre de 2009, Julio Falco convocó a diversas personalidades de Villa de Merlo para conformar la Fundación en calidad de socios fundadores. Fue nombrado Julio Falco como presidente y Gloria Petrino como vicepresidente. Como secretaria Mónica Zitelli, prosecretaria Norma Mansilla y tesorero Alberto Musikman. Como protesorero, Pedro Morin. Vocales: Jorge Sturla (en representación del Colegio del Arquitectos), Andrea Burlo Mendoza, Andrea Moyano, Miguel Zabala y Andrea Muzzopappa.
El 22 de octubre de 2014 la Cámara de Diputados de la Nación aprobó la creación de la Universidad Nacional de los Comechingones, con sede en Villa de Merlo, departamento Junín, provincia de San Luis. El proyectó contó con 155 votos a favor y 73 abstenciones.

## Carreras
Su oferta académica actual se compone de cuatro carreras de grado, cuatro carreras de pregrado y dos posgrados:

### Carreras de Grado
- Licenciatura en Ciencias Ambientales
- Licenciatura en Paleontología
- Licenciatura en Ciencias de la Atmósfera y Meteorología Aplicada
- Licenciatura en Artes Visuales

### Carreras de pregrado
- Tecnicatura en Gestión del Agua
- Tecnicatura en Gestión Integral de Incendios Forestales
- Tecnicatura en Planificación y Ordenamiento Territorial
- Tecnicatura en Comunicación de la Ciencia

### Posgrados
- Diplomatura en Actividad Física y Calidad de Vida
- Posgrado en Bioeconomía